# FC Motherwell
Der FC Motherwell (offiziell: Motherwell Football Club) – auch bekannt als The Steelmen oder The Well – ist ein traditionsreicher Fußballclub aus Schottland. Der Verein spielt seine Heimspiele im Fir Park in Motherwell in North Lanarkshire aus. Derzeit spielt die Mannschaft in der Scottish Premiership.

## Geschichte
Der FC Motherwell wurde am 17. Mai 1886 durch die Fusion der beiden Firmenfußballvereine Glencairn und Alpha gegründet. Im Jahre 1893 schloss sich das Team der neu gegründeten Scottish Football League Second Division an und besiegte im ersten Spiel Hamilton Academical mit 4:1. Im Jahre 1895 zog Motherwell ins neu gebaute Stadion Fir Park.
1912 wechselte der FC Motherwell seine Trikotfarben: Die Farben „claret“ und „amber“ (roter Bordeaux und Bernstein) wurden zum Markenzeichen des Clubs. Nach dem Ersten Weltkrieg hatte der Verein unter Trainer John 'Sailor' Hunter seine stärkste Zeit. Der Verein erreichte 1931, 1933 und 1939 das Finale des schottischen Pokals und gewann 1931/32 die Meisterschaft. Willie MacFadyen schoss in dieser Meistersaison 52 Tore für den FC Motherwell, was noch heute schottischen Rekord bedeutet.
1950 und unter Führung von George Stevenson besiegte Motherwell im Schottischen League Cup Finale Hibernian Edinburgh nach Toren von Archie Kelly, Willie Watters and Jim Forrest mit 3:0. In derselben Saison erreichten sie ebenfalls das Finale des Schottischen FA Cups, verloren hier jedoch gegen Celtic Glasgow. Nur zwei Jahre später stand Motherwell wieder im Cup-Finale und besiegte diesmal den FC Dundee nach Toren von Wilson Humphries, Archie Kelly, Willie Redpath and Jimmy Watson mit 4:0.
1955 übernahm Bobby Ancell das Traineramt und formte ein Team, das als die Ancell Babes bekannt wurde, mit Spieler wie Charlie Aitken, Ian St. John und Pat Quinn.
1968 musste Motherwell den Gang in die zweite Liga (Scottish Second Division) antreten, doch erkämpfte sich in der nächsten Saison den sofortigen Wiederaufstieg. In den Folgejahren wurde das Team von Willie McLean, Roger Hynd, Ally McLeod, David Hay, Jock Wallace und Bobby Watson trainiert. Erst unter Tommy McLean, der den Trainerposten 1984 übernahm, schaffte das Team gleich in der ersten Saison den Aufstieg in die Schottische Premier Division.
1991 gewann Motherwell erneut den Schottischen FA Cup. Im Finale besiegten sie Dundee United nach Toren von Phil O’Donnell, Stevie Kirk, Iain Ferguson und Ian Angus mit 4:3.
Die Saison 2002/03 beendete der Club auf den letzten Tabellenplatz, was den Abstieg bedeutet hätte. Da jedoch das Stadion des potentiellen Aufsteigers FC Falkirk den Anforderungen der Premier League nicht genügte, wurde Falkirk der Aufstieg verwehrt und Motherwell konnte am grünen Tisch die Klasse halten.
In der Saison 2004/05 erreichte Motherwell nach über 50 Jahren wieder ein Finale im schottischen League Cup. Hier mussten sie sich Glasgow Rangers mit 1:5 geschlagen geben.
Am letzten Spieltag der Saison 2004/05 schlug Motherwell den Tabellenführer Celtic und sorgte somit für den Titelgewinn der Rangers.
Am 29. Dezember 2007 ereilte eine Tragödie den Verein, als der Kapitän Phil O’Donnell in der Partie gegen Dundee United auf dem Spielfeld kollabierte und auf dem Weg ins Krankenhaus verstarb.

## Kader Saison 2025/26
(Stand: 19. August 2025)
| Nr. |            | Position | Name                      |
| --- | ---------- | -------- | ------------------------- |
| 1   | England    | TW       | Aston Oxborough           |
| 2   | Schottland | AB       | Stephen O’Donnell         |
| 4   | Schottland | AB       | Liam Gordon               |
| 5   | Nordirland | AB       | Kofi Balmer               |
| 6   | Schottland | AB       | Jordan McGhee             |
| 7   | Wales      | MF       | Tom Sparrow               |
| 8   | England    | MF       | Callum Slattery           |
| 9   | Australien | ST       | Apostolos Stamatelopoulos |
| 11  | Schottland | MF       | Andy Halliday             |
| 12  | Osterreich | MF       | Lukas Fadinger            |
| 13  | England    | TW       | Calum Ward                |
| 14  | England    | ST       | Zach Robinson             |
| 15  | Schottland | ST       | Eseosa Sule               |
| 16  | Schottland | MF       | Paul McGinn               |

| Nr. |            | Position | Name               |
| --- | ---------- | -------- | ------------------ |
| 17  | Serbien    | ST       | Filip Stuparević   |
| 18  | Simbabwe   | MF       | Tawanda Maswanhise |
| 19  | Schottland | MF       | Sam Nicholson      |
| 20  | Schottland | MF       | Elliot Watt        |
| 21  | Neuseeland | ST       | Elijah Just        |
| 22  | Australien | AB       | John Koutroumbis   |
| 23  | Schottland | AB       | Ewan Wilson        |
| 24  | England    | ST       | Esapa Osong        |
| 27  | Schottland | MF       | Dylan Wells        |
| 28  | Schottland | MF       | Luca Ross          |
| 45  | England    | AB       | Emmanuel Longelo   |
| 66  | Schottland | ST       | Callum Hendry      |
| 90  | Nigeria    | ST       | Ibrahim Said       |

### Verliehene Spieler
| Nr. |            | Position | Name       |
| --- | ---------- | -------- | ---------- |
| 26  | Schottland | MF       | Olly Whyte |

| Nr. |            | Position | Name             |
| --- | ---------- | -------- | ---------------- |
| 31  | Schottland | TW       | Matthew Connelly |

## Vereinsrekorde
- Höchster Sieg: 12:1 gegen Dundee United, Scottish League Division 2, 23. Januar 1954
- Höchstes Unentschieden: 6:6 gegen Hibernian Edinburgh, Scottish Premier League, 5. Mai 2010
- Höchste Niederlage: 0:8 gegen den FC Aberdeen, Scottish League Premier Division, 26. März 1979
- Höchste Zuschauerzahl: 35.632 gegen die Glasgow Rangers, Scottish Cup Viertelfinale Rückspiel, 12. März 1952
- Die meisten Liga-Einsätze: Bob Ferrier (626, 1918–1937)
- Die meisten Liga-Tore: Hugh Ferguson (283, 1916–1925)
- Die meisten Tore innerhalb einer Saison: Willie MacFadyen (52 in 1931/32)

## Bekannte ehemalige Spieler
| - Tommy Boyd - Mark Brown - John Fallon - Paul Lambert - Gary McAllister - Brian McClair - Ross McCormack - Lee McCulloch |  | - Scott McDonald - James McFadden - Alex McLeish - Simon Mensing - Phil O’Donnell - Pat Nevin - Stephen Pearson - John Spencer |

## Trainer
- John Hunter (1910–1946)
- George Stevenson (1946–1955)
- Bobby Ancell (1955–1965)
- Bobby Howitt (1965–1972)
- Ian St John (1972–1975)
- Willie McLean (1975–1978)
- Roger Hynd (1978–1979)
- Ally McLeod (1979–1981)
- David Hay (1981–1982)
- Jock Wallace (1982–1983)
- Bobby Watson (1983–1984)
- Tommy McLean (1984–1994)
- Alex McLeish (1994–1998)
- Harri Kampman (1998)
- Billy Davies (1998–2001)
- Eric Black (2001–2002)
- Terry Butcher (2002–2006)
- Maurice Malpas (2006–2007)
- Mark McGhee (2007–2009)
- Jim Gannon (2009 – 12/2009)
- Craig Brown (12/2009 – 12/2010)
- Stuart McCall (2011–2014)
- Ian Baraclough (2014–2015)
- Mark McGhee (2015–2017)
- Stephen Robinson (2017–2020)
- Graham Alexander (2021–2022)
- Steven Hammell (2022–2023)
- Stuart Kettlewell (2023–2025)
- Michael Wimmer (2025)

## Erfolge
- Schottischer Meister: 1932
- Schottischer Pokalsieger: 1952, 1991
- Schottischer Ligapokalsieger: 1951
- Meister der schottischen First Division: 1981/82, 1984/85
- Meister der schottischen Second Division: 1953/54, 1968/69
- Milk-Cup-Gewinner: 1983